# Площадь Свердлова (Новосибирск)
Пло́щадь Свердло́ва — площадь в Центральном районе Новосибирска. Названа в честь одного из лидеров партии большевиков, председателя ВЦИК Якова Свердлова. С 1936 года по 1938 год носила имя Роберта Эйхе. Почти весь ансамбль площади создан архитектором Андреем Крячковым. Он автор четырех из пяти окружающих площадь зданий: Реального училища, «Стоквартирного дома», Крайисполкома (сейчас здание правительства Новосибирской области), Сибревкома (сейчас Художественный музей). На площади установлен памятник А.Д. Крячкову, а также бюст трижды Героя Советского Союза Александра Покрышкина.

## Примечательные здания и сооружения

#### «Стоквартирный дом»
Стоквартирный жилой дом — одно из самых значительных жилых зданий 1930-х годов, яркий пример постконструктивистских «неоклассических» поисков архитектурной стилистики. Автор проекта Андрей Крячков.
Дом строился с 1932 по 1937 годы для работников Западно-Сибирского краевого исполкома. На Всемирной выставке искусств и техники в Париже в 1937 году проект дома (вместе с проектами Крячкова Домов Советов в Иркутске и Красноярске) удостоен высшей награды — диплома «Гран-при» и Золотой медали (на той же выставке Гран-при удостоен и проект здания Новосибирского театра оперы и балета).
П-образное в плане восьмиэтажное здание, расположенное с отступом от красной линии проспекта, занимает подчиненное положение в архитектурном ансамбле площади, подчеркивая в нём главную роль соседнего здания — Крайисполкома (ныне здание правительства Новосибирской области). Тем не менее чувствуется масштабность и «дворцовый» характер сооружения.
При проектировании дома тщательно продуман набор жилых и подсобных помещений в квартирах, удачные пропорции комнат с их хорошей ориентацией и инсоляцией. На протяжении длительного времени дом считается самым престижным в Новосибирске. В нём жили академик Евгений Мешалкин, биатлонист Александр Тихонов, художник Николай Грицюк, директора крупных новосибирских заводов, во время эвакуации — артист Николай Черкасов. Мемориальные доски в память о трех знаменитых жильцах — Николае Грицюке, Евгении Мешалкине и Борисе Галущаке — установлены на главном фасаде дома.

#### Художественный музей
Это здание — яркая страница в истории послереволюционной Сибири, с 1926 года в нем была сосредоточена вся политическая власть Сибирского края.
7 февраля 1925 года Роберт Эйхе поручил архитектору Андрею Крячкову составление проекта и сметы на строительство здания Сибревкома, а также наблюдение за работами по его возведению. Через 7 месяцев трехэтажное кирпичное здание было построено. В его оформлении использованы приемы неоклассицизма и рационалистического модерна. У здания хорошие пропорции, высокопрофессиональный рисунок деталей и элементов от красивого абриса купола до решетки, ограждающей его. Оно имеет монументальный вид, а фигуры рабочего и крестьянина с серпами и молотами придали архитектуре здания конкретное идеологическое содержание.
Позже у здания появилась пристройка по улице Свердлова, в которой были квартиры для высших региональных чиновников, в частности, в 1930—1937 годах здесь жил сам Роберт Эйхе. В 1982 году, после того как областной и городской комитеты КПСС покинули здание, здесь разместилась Новосибирская картинная галерея. 5 марта 2004 года она переименована в Новосибирский художественный музей.

#### Здание правительства Новосибирской области
Одно из самых значительных сооружений Новосибирска, построенных в период формирования города как административного центра Сибирского края, объединившего пять бывших губерний царской России.
Выполнено в стиле конструктивизма на основе проекта молодых архитекторов Бориса Гордеева, С. Тургенева и инженера-конструктора Н. Никитина по итогам Всесоюзного конкурса. Окончательная доработка проекта проводилась под руководством Андрея Крячкова. Построено в короткий срок (1931—1933.).
Здание полезной площадью 9800 кв. м., рассчитано на размещение 15 отделов крайисполкома и 2 тысяч сотрудников, имело 400 комнат. Один подъезд отводился под жилье. Впервые в городе здание было оборудовано лифтами.
В 1955—1957 годах по проекту Г. Кравцова в неоклассической стилистике выполнены интерьеры большого зала заседаний, холлов первого и второго этажа (частично они сохранились до нашего времени). Общественное назначение здания подчеркивалось устройством балкона-трибуны (выносом в 15 м), акцентирующего вход в здание.

#### Бюст Александра Покрышкина
Бюст-монумент Александра Покрышкина, сооружённый на его родине, является почётной наградой и выражением благодарности прославленному лётчику-асу, трижды Герою Советского Союза.
Указ об установлении бюста подписан после награждения лётчика второй Золотой звездой 24 августа 1943 года. Однако монумент открыт был только 6 ноября 1949 года, когда А. Покрышкин был уже трижды Героем. Авторы бюста скульптор Матвей Манизер, архитектор Иосиф Лангбард.
Первоначально бюст был установлен на Красном проспекте, у здания Облпотребсоюза. Но в связи со строительством станции метро «Площадь Ленина» был перенесён на нынешнее место временно, но так и остался на площади Свердлова.